# Phyllodactylidae
Famille
Les Phyllodactylidae sont une famille de geckos. Elle a été créée par Tony Gamble, Aaron Matthew Bauer, Eli Greenbaum et Todd R. Jackman en 2008.

## Répartition
Les espèces de cette famille se rencontrent dans le Nord et à l’ouest de l'Afrique, en Amérique du Sud, en Amérique centrale, dans le Sud des États-Unis, en Europe et au Moyen-Orient.

## Liste des genres
Selon The Reptile Database (27 avril 2014) :
- Asaccus Dixon & Anderson, 1973
- Gymnodactylus Spix, 1825
- Garthia Donoso-Barros & Vanzolini, 1965
- Haemodracon Bauer, Good & Branch, 1997
- Homonota Gray, 1845
- Phyllodactylus Gray, 1828
- Phyllopezus Peters, 1877
- Ptyodactylus Oken, 1817
- Tarentola Gray, 1825
- Thecadactylus Oken, 1817

## Classification phylogénétique
Selon Gamble, Bauer, Greenbaum, & Jackman, 2008 et Vidal & Hedges, 2009.
```
           o Gekkota
           │
           ├─o Pygopodoidea
           │ ├─o 
Carphodactylidae

           │ ├─o 
Diplodactylidae

           │ └─o 
Pygopodidae

           │
           ├─o Eublepharoidea
           │ └─o 
Eublepharidae

           │
           └─o Gekkonoidea
             ├─o 
Gekkonidae

             ├─o 
Sphaerodactylidae

             └─o Phyllodactylidae
```

## Publication originale
- Gamble, Bauer, Greenbaum & Jackman, 2008 : Out of the blue: a novel, trans-Atlantic clade of geckos (Gekkota, Squamata). Zoologica Scripta, vol. 37, no 4, p. 355-366 (texte intégral).